# Municipio de Washington (condado de Sherman)
El municipio de Washington (en inglés: Washington Township) es un municipio ubicado en el condado de Sherman, en el estado de Kansas, en Estados Unidos. En el año 2010, tenía una población de 84 habitantes, y una densidad poblacional de 0,6 hab./km² (habitantes por kilómetro cuadrado).

## Geografía
El municipio de Washington se encuentra ubicado en las coordenadas 39°19′47″N 101°33′31″O / 39.32972, -101.55861. Según la Oficina del Censo de los Estados Unidos, el municipio tiene una superficie total de 139.11 km² (kilómetros cuadrados), de la cual 139,11 km² corresponden a tierra firme y (0 %) 0 km² es agua.

## Demografía
Según el censo de 2010, había 84 personas residiendo en el municipio de Washington en ese año, y la densidad de población era de 0,6 hab./km² (habitantes por kilómetro cuadrado). De los 84 habitantes, el municipio de Washington estaba compuesto por el 95,24 % de blancos, y el 4,76 % de otras razas. Del total de la población, el 5,95 % eran hispanos o latinos de cualquier raza.